# Bernd Heimberger
Bernd Heimberger (* 29. April 1942 in Wernigerode; † 11. Januar 2013 in Berlin) war ein deutscher Schriftsteller, Literaturkritiker, Essayist, Heimatforscher und Kommunalpolitiker.

## Leben
Nach dem Abitur arbeitete Heimberger als Hilfskraft in der Deutschen Staatsbibliothek in Berlin, später folgte die Berufsanerkennung als Bibliothekar. Von 1962 bis 1969 studierte er Germanistik, Kybernetik und Psychologie an der Humboldt-Universität zu Berlin. Als sogenannter „Volkskorrespondent“ veröffentlichte er ab Ende der 1950er Jahre Artikel in verschiedenen Regionalzeitungen. Für die Potsdamer Tageszeitung Märkische Volksstimme war er seit der ersten Hälfte der 1960er Jahre als freier Mitarbeiter tätig. Von 1967 bis 1975 wurde ihm als „Junger Autor“ Förderung des Aufbau-Verlags sowie des Mitteldeutschen Verlags zuteil, woraufhin er sich als freier Publizist und Autor etablierte. Sein zwischen 1968 und 1970 entstandener Roman Die Zensur wurde in der DDR nicht verlegt. Gleiches galt für den Prosatext Sterbestunden von 1983, der unter den neuen politischen Gegebenheiten 1992 doch noch gedruckt und von Christa Wolf mit anerkennenden Worten bedacht wurde. Heimberger verfasste hauptsächlich Literatur- und Kunstkritiken für zahlreiche ost- und westdeutsche Zeitungen, Zeitschriften und Radiosender wie beispielsweise Die Weltbühne, Neue Deutsche Literatur, Litfass, die horen, Die Zeit, Süddeutsche Zeitung. Rund 6.000 Beiträge kamen so im Laufe der Jahre zusammen, davon etwa 10 Prozent für Rundfunkanstalten, darunter alleine 200 für den Westdeutschen Rundfunk.
Von Januar 1944 an lebte Heimberger in Blankenfelde-Mahlow, wo er sich in den letzten beiden Lebensjahrzehnten zunehmend kommunalpolitisch engagierte. 1991 gehörte er zu den Mitbegründern des Blankenfelder Kulturvereins, dessen Vorsitzender er ab 2002 war. Er organisierte Konzerte, Lesungen und Ausstellungen und war Herausgeber und Hauptautor der im Jahr 2000 begonnenen Blankenfelder Blätter für Heimatgeschichte. Darüber hinaus bot er ortskundliche Führungen an. Er begründete eine Bürgerinitiative, die 1998 in die Wählergemeinschaft „BürgerBündnisBlankenfelde“ überging. Als gewählter Volksvertreter saß er im Gemeinderat von Blankenfelde-Mahlow (dort war er Vorsitzender des Jugend- und Kulturausschusses) und gehörte dem Kreistag des Landkreises Teltow-Fläming an. Zwei Jahre lang bekleidete er das Amt des Ortsbürgermeisters von Blankenfelde.

## Werke

### Prosa
- Sterbestunden. Anfang eines Abschieds. Kiepenheuer, Leipzig/Weimar 1992, ISBN 3-378-00503-3.
- Mitlesebuch. Leseproben. Eine Auswahl aus dem Schaffen von Bernd Heimberger. Grafik Ronald Paris. Aphaia Verlag, Berlin 2003.
- Fuchsgericht oder Vierteilige, fast märchenhafte Geschichte sprechender Tiere. Eigenverlag, Blankenfelde, 2010.
- Trichter trifft Trödler. Aula Verlag, Blankenfelde, 2010.

### Lyrik
- Aus-Lese. Achtundfünfzig. (= Blankenfelder Blätter; No. I.) Kulturverein Blankenfelde (Hrsg.), Blankenfelde 2000.
- Jahres-Lese. Neunundfünfzig. (= Blankenfelder Blätter; No. IV.) Kulturverein Blankenfelde (Hrsg.), Blankenfelde 2001.
- Lebens-Lese. Sechzig. (= Blankenfelder Blätter; No. VII.) Kulturverein Blankenfelde (Hrsg.), Blankenfelde 2002.
- Rangsdorfer See. Lebenslandschaft. Ein Zyklus. (= Blankenfelder Blätter; No. XIV.) Kulturverein Blankenfelde (Hrsg.), Blankenfelde 2007.
- Mühlenberg. Lebenslandschaft II. Ein Zyklus. (= Blankenfelder Blätter; No. XVI.) Kulturverein Blankenfelde (Hrsg.), Blankenfelde 2008.

### Vorworte, Nachworte und Essays (Auswahl)
- Aquarelle voller Atmosphäre. In: Inge Karsch. Aquarelle. Ausstellungskatalog, Berlin 1990, Seiten unpaginiert (Einführungstext).
- Gemalte Meditation. In: Michael Radloff. Bilder und Zeichnungen. Ausstellungskatalog, Berlin 1990, Seiten unpaginiert (Einführungstext).
- Umwandlung des Ursprünglichen. In: Lothar Reher. Bücher und Bilder. Ausstellungskatalog, Berlin 1992, S. 7–13 (Einführungstext).
- Manöver Müller II. In: die horen, Heft 192, 4. Quartal 1998, S. 178–180 (über Heiner Müller).
- Vergnügen Vernissage. Aus dem Zyklus: Berliner Abende. In: Thomas Günther: Zwischen Heringsdorf und Zürich. Auf nationalen und internationalen Fischzügen. Neun Reden von Th. G. Texte von Ricarda Horn, Ernst von Waldenfels & Bernd Heimberger und weiteren Redaktionsmitgliedern. Sonderedition Dschamp, Berlin 2005, S. 121–122 (im Inhaltsverzeichnis als „Nachwort“ angegeben).

### Herausgeberschaft
Bernd Heimberger gab im Auftrag des Kulturvereins Blankenfelde die Blankenfelder Blätter heraus. Er veröffentlichte in dieser Reihe viele seiner eigenen Werke, aber auch Heimatkundliches wie Historien (Das Schloss Blankenfelde. Geschichte und Geschichten) und Sagen (Der Nachtwächter und die Katzen). Außerdem Jahrbücher und Jubiläumsbände.